# Dolomedes sumatranus
Dolomedes sumatranus är en spindelart som beskrevs av Embrik Strand 1906. Dolomedes sumatranus ingår i släktet Dolomedes och familjen vårdnätsspindlar. Inga underarter finns listade i Catalogue of Life.